# Balustrad

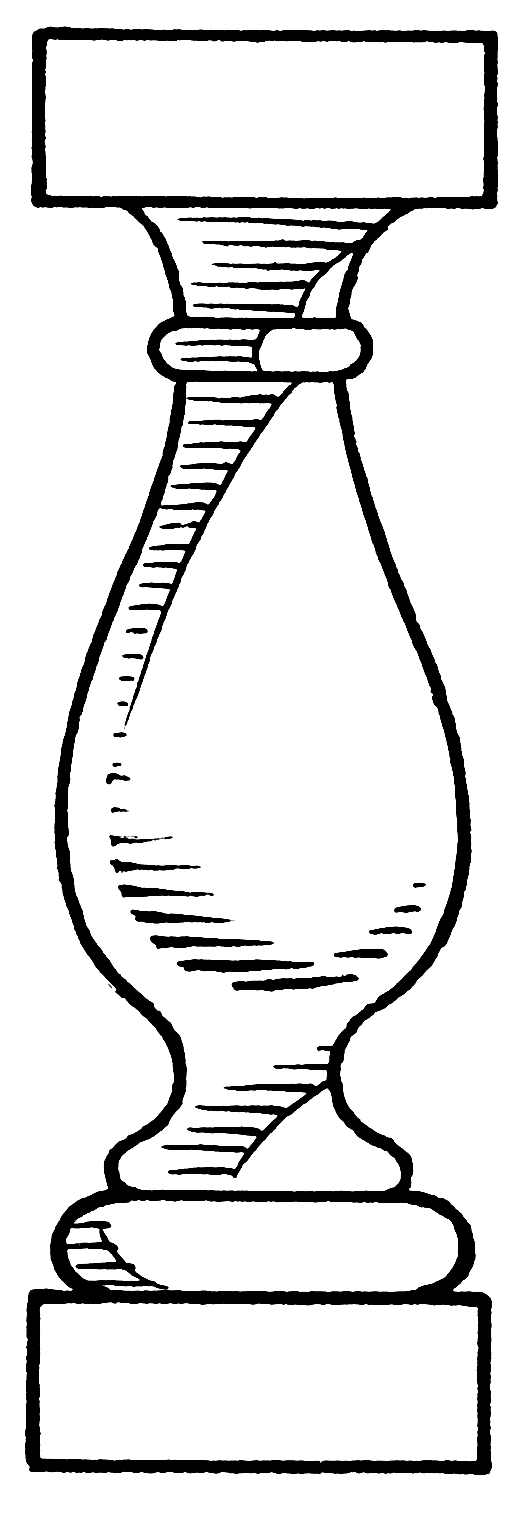
Baluster.

En balustrad är ett kraftigt konstnärligt utformat räcke vars bärande delar utgörs av profilformade stolpar, balustrar, vilka bär upp en horisontell överliggare. Namnet är ursprungligen franskt eller italienskt, och har i sin tur sitt ursprung i grekiska och latin, balaustium respektive balaustion, och betyder granatäppelblomma. Balustrader finns kring altaner, terrasser, i trappor, broar etc. Vanliga material är sten, trä eller betong.
Balustrader återfinns i många äldre byggnader, särskilt kyrkor och palats. Under renässansen och barocken användes balustrader frekvent i byggnader. Balustradernas historia sträcker sig tillbaka till antiken.

## Bilder

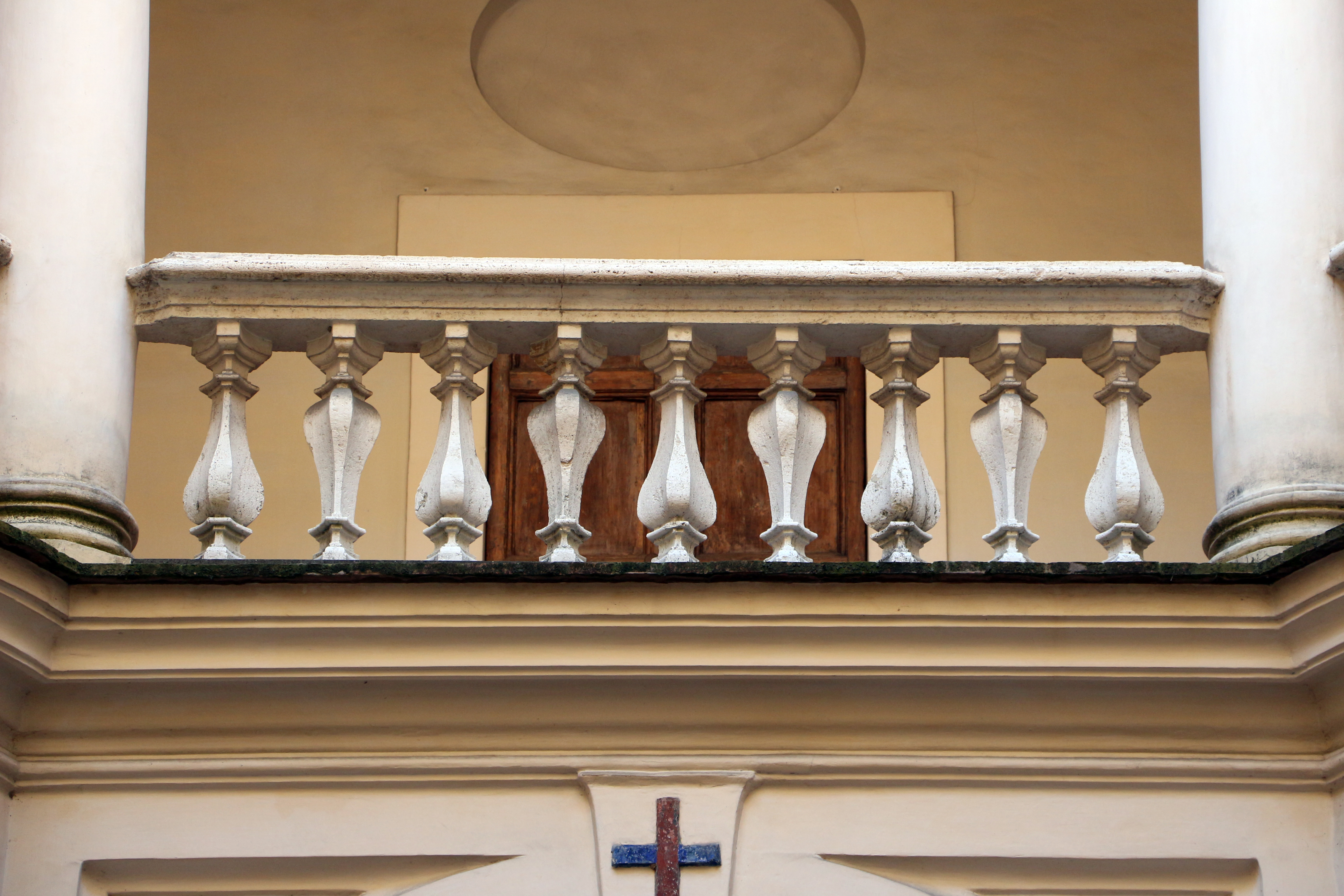
Balustrad med inverterade balustrar i klostergården till kyrkan San Carlo alle Quattro Fontane, ritad av Francesco Borromini.
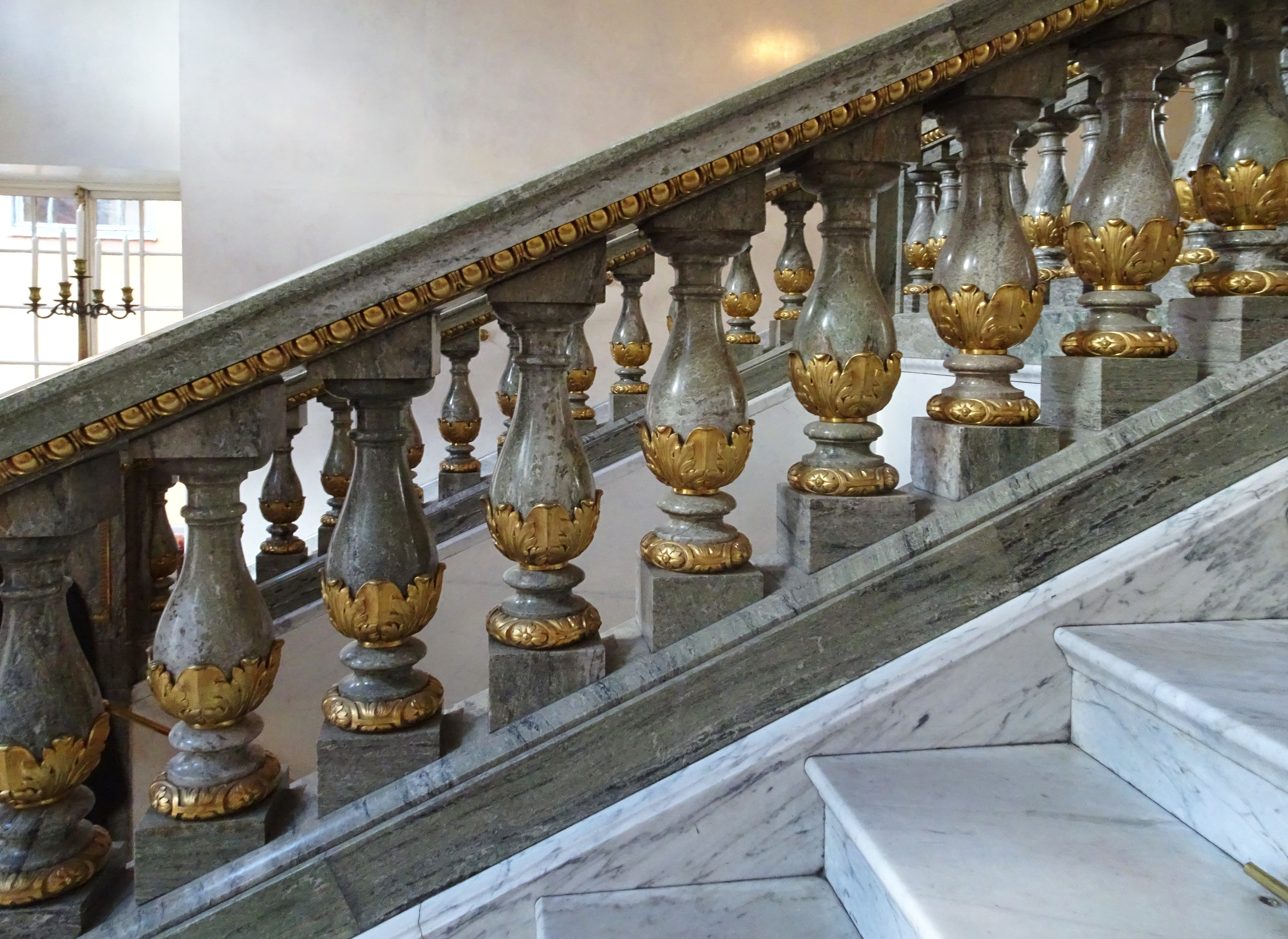
Trappa i Van der Nootska palatset.
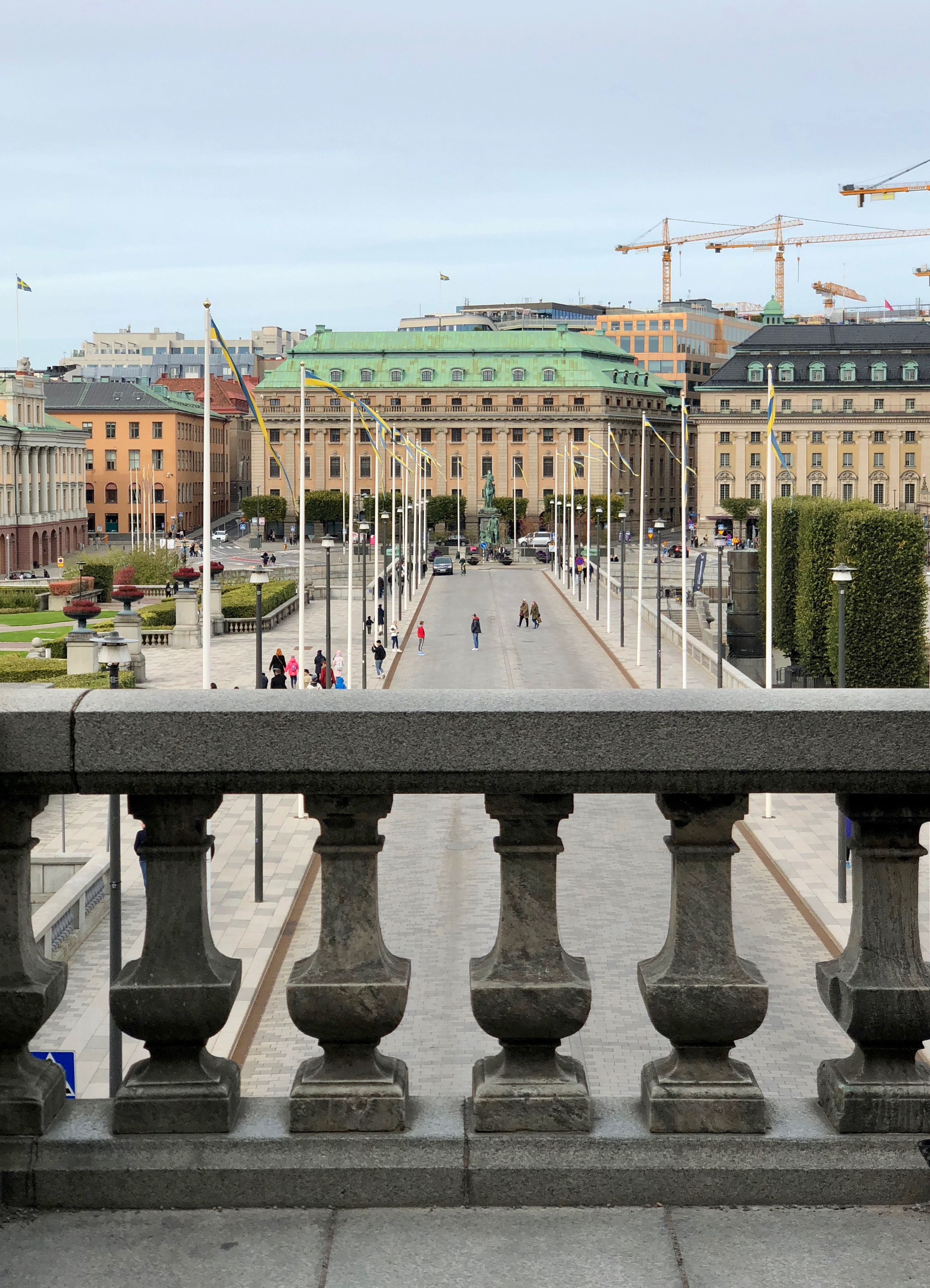
Balustrad utanför Stockholms slott, Lejonbacken, ner mot Norrbro.

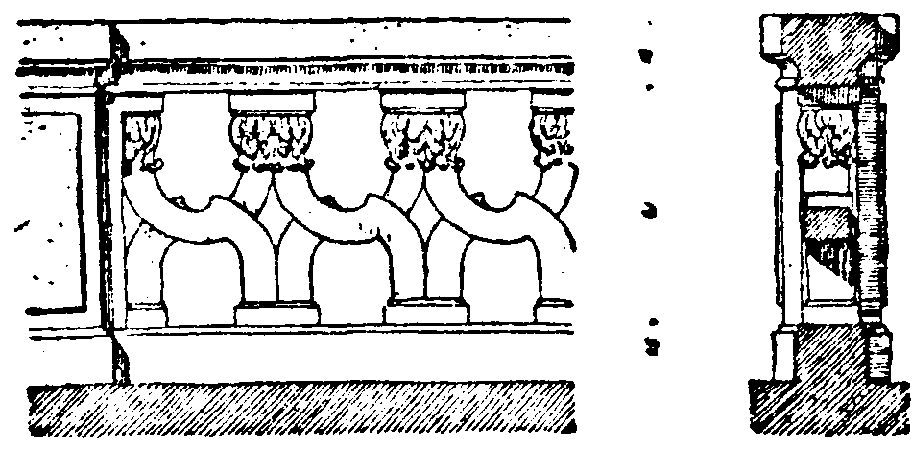
Balustrad från slottet Maison sur Seine (1600-talet).
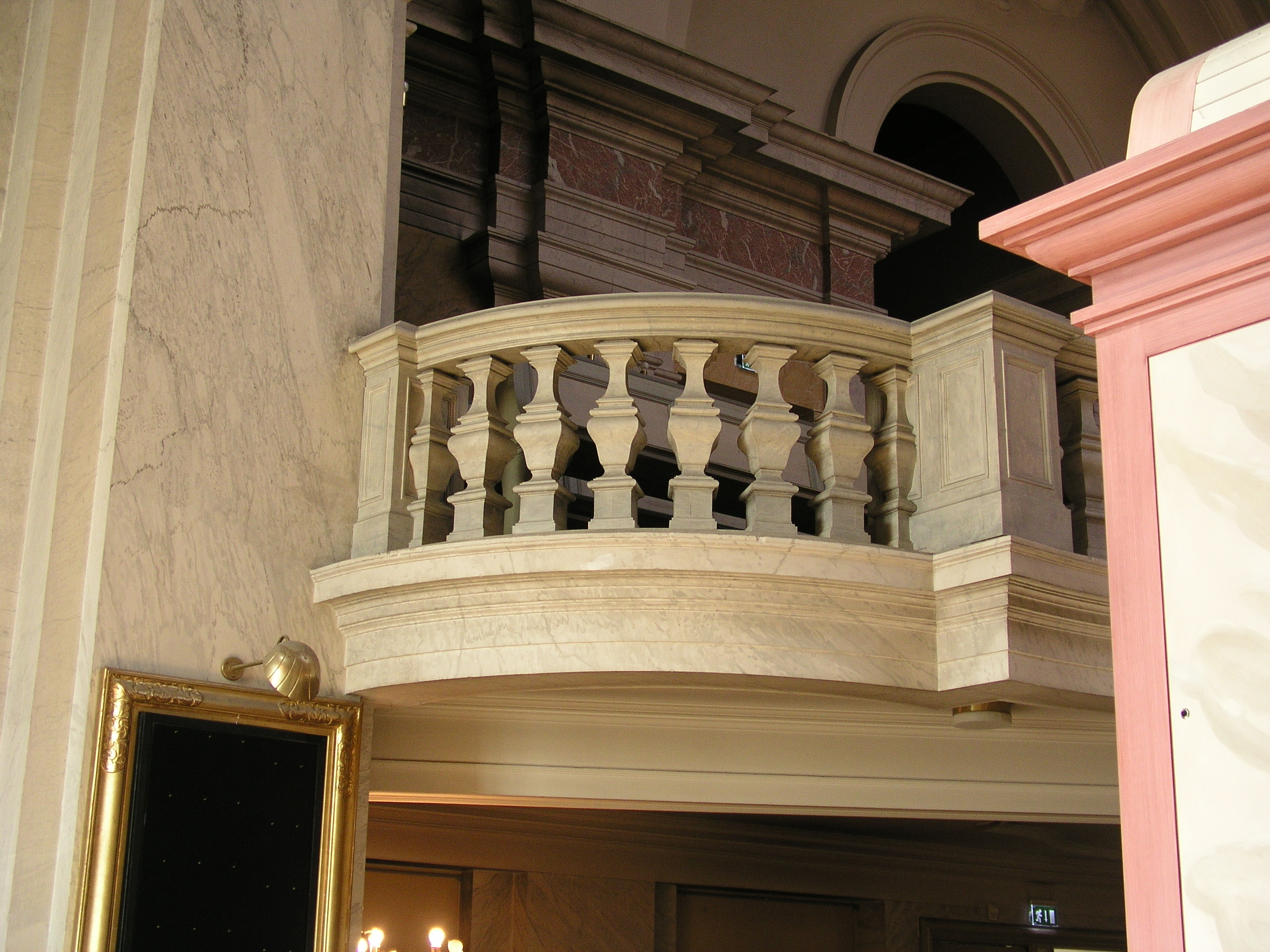
Balustrad i Gustaf Vasa kyrka i Stockholm.
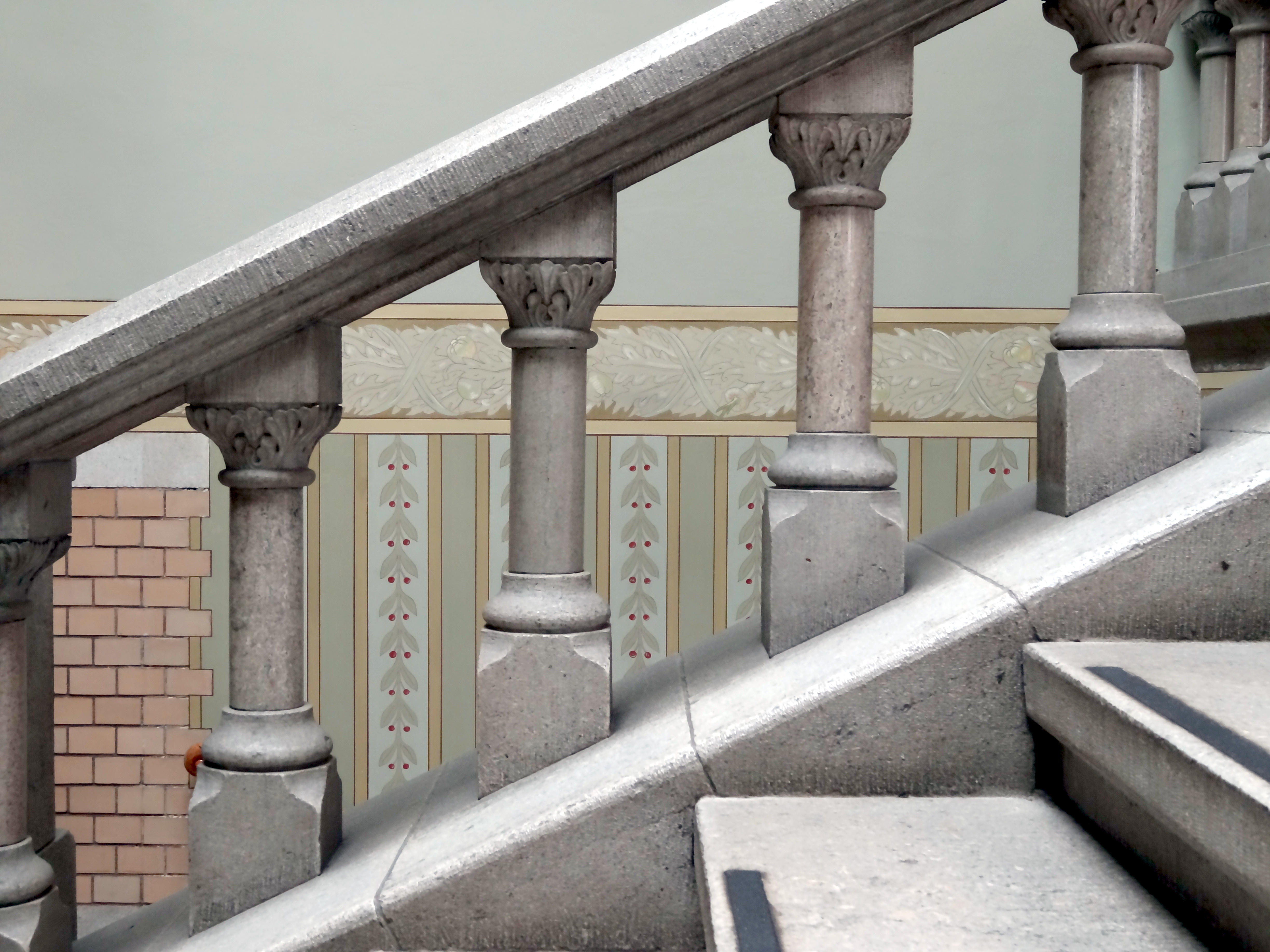
Ostindiska huset.

## Etymologi
Enligt Oxford English Dictionary kommer ordet "baluster" från det franska ordet balustre, från det italienska ordet balaustro, från balaustra, "granatäppleblomma" (på grund av dess likhet med den svullna formen på den halvöppna blomman (illustration nedan till höger), från latinets balaustrium, från grekiskaans βαλαύστριον (balaustrion).

## Beskrivning
Balustrad – en rad av upprepade balusterdockor. Den mest synliga delen av stängslet. Dess syfte är att förhindra fallolyckor.
Ibland har den bara en dekorativ funktion, som att kröna en fasad.
En åtskillnad görs:
- invändiga balustrader utformade för att dekorera fasaden på gallerier och läktare;
- utvändiga balustrader placerade vid slutet av stenlagda byggnadsterrasser eller på vindsrännor;
- massiva balustrader formade av en solid vägg;
- genombrutna balustrader, genombrutna eller med genombrutna lister, med ihåliga utskärningar;
- falska, blinda eller dämpade balustrader när samma utskärningar endast används på stenbakgrunden;
- ramper, i förhållande till trappan, ledstången som de är en del av och i förhållande till horisontalplanet som de bildar en vinkel med, vanligtvis mellan 30° och 35°. Själva ståndarna kan vara raka eller sluttande, beroende på vad som passar bäst.

## Historia
Balustraden, som är ett viktigt element i den klassiska arkitekturen, var ändå okänd för de gamla grekerna och romarna. Inspirerade av formen på glasflaskor skapade italienska skulptörer en baluster. Konsthistorikern Rudolf Wittkower, som är försiktig när det gäller uppfinnaren av balustern, konstaterar att den användes mest systematiskt av arkitekten Giuliano da Sangallo, särskilt på terrassen och trapporna i Medici-villan i Poggio-a-Caiano (cirka 1480). Sangallo förde senare vidare motivet till Bramante (i Tempietto, 1502) och Michelangelo. Tack vare dem kommer balustrader att få en stor plats på 1500-talet. Från 1600-talet till början av 1800-talet blev balustraden ett integrerat element, särskilt i Frankrike, i klassisk och sedan neoklassisk arkitektur. 
Dessutom använde klassiska arkitekter den oftast för dekorativa snarare än praktiska ändamål och placerade balustrader på platser där behovet av inneslutning inte kändes.